# Uso militar de escuelas
El uso militar de escuelas refiere un amplio espectro de actividades que puede desarrollar cualquier fuerza armada en el espacio físico de una institución educativa para fines militares, ya sea en forma temporaria o a largo plazo. El término incluye el uso de escuelas como cuarteles o bases; el establecimiento de puestos de ataque o de defensa; el almacenaje de armas o municiones; su uso para efectuar interrogatorios o detenciones de personas; su uso para realizar entrenamientos o ejercicios militares; el reclutamiento de menores como “niños soldados” en contravención del derecho internacional y su uso como puestos de observación. 
El Consejo de Seguridad de las Naciones Unidas alentó a los Estados miembros a que efectivamente “adopten medidas concretas para disuadir a las fuerzas armadas y los grupos armados de utilizar las escuelas para esos fines.”
Según el Secretario General de las Naciones Unidas: "La utilización de las escuelas con fines militares pone a los niños en una situación de riesgo de ataques y obstaculiza el ejercicio de su derecho a la educación... Esa utilización de las escuelas no solo da lugar a una disminución de la matriculación y a elevadas tasas de abandono escolar, especialmente entre las niñas, sino también a que puedan ser consideradas objetivos legítimos de ataque."

## Países implicados en el uso militar de escuelas
Según la Coalición Global para Proteger la Educación contra Ataques, entre 2005 y 2015 había casos de uso militar de escuelas en Afganistán, Birmania/Myanmar, República Centroafricana, Chad, Colombia, Costa de Marfil, República Democrática de Congo, Egipto, Etiopía, Filipinas, Georgia, India, Indonesia, Irak, Israel/Palestina, Kenia, Libia, Malí, Nepal, Nigeria, Pakistán, Siria, Somalia, Sri Lanka, Sudán, Sudán del Sur, Tailandia, Ucrania, Uganda, Yemen y Zimbabue.

## Acción del Consejo de Seguridad de las Naciones Unidas
En la Resolución del Consejo de Seguridad de las Naciones Unidas 1998 de 2011, el Consejo de Seguridad "insta a las partes en los conflictos armados a que se abstengan de realizar acciones que impidan el acceso de los niños a la educación."
En la Resolución del Consejo de Seguridad de las Naciones Unidas 2143 de 2014, el Consejo de Seguridad expresó "a profunda preocupación por el uso de escuelas con fines militares en contravención del derecho internacional aplicable, reconociendo que ese uso puede convertir a las escuelas en blancos legítimos de ataques, poniendo en peligro la seguridad de los niños y los docentes, así como la educación de los niños." El Consejo de Seguridad también instó "a todas las partes en los conflictos armados a que respeten el carácter civil de las escuelas de conformidad con el derecho internacional humanitario;" alentó "a los Estados Miembros a que consideren la posibilidad de adoptar medidas concretas para impedir el uso de las escuelas por fuerzas armadas y grupos armados no estatales en contravención del derecho internacional aplicable" e instó "a los Estados Miembros a que velen por que se investiguen los ataques perpetrados contra escuelas en contravención del derecho internacional humanitario y se enjuicie debidamente a los responsables."
En 2015, el Consejo de Seguridad fortaleció su lengua y en Resolución 2225 alentó "a los Estados Miembros a que adopten medidas concretas para disuadir a las fuerzas armadas y los grupos armados de utilizar las escuelas para esos fines."

## Legalidad
El derecho internacional regula el uso de instituciones educativas por parte de fuerzas y grupos armados a través del derecho internacional humanitario, conocido también como el derecho de guerra o las leyes de los conflictos armados, y de las normas internacionales de derechos humanos.

### Derecho internacional humanitario
El derecho de los conflictos armados restringe la posibilidad de atacar escuelas y universidades, así como de usar tales establecimientos en apoyo a la acción militar, pero no prohíbe dicho uso en todas las circunstancias y permite atacar escuelas y universidades cuando se conviertan en objetivos militares. El derecho de los conflictos armados exige que las partes de un conflicto tomen precauciones para contrarrestar los efectos de un ataque. En tanto las escuelas y universidades constituyen bienes de carácter civil, las partes de un conflicto armado deberán en la mayor medida posible: a) evitar situar objetivos militares en el interior o en las proximidades de zonas densamente pobladas donde por lo general se encuentran las escuelas y universidades; b) esforzarse por alejar de la proximidad de objetivos militares a la población civil, las personas civiles y los bienes de carácter civil que se encuentren bajo su control; y c) tomar las demás precauciones necesarias para proteger contra los peligros resultantes de operaciones militares a estas escuelas y universidades.
Según la Representante Especial del Secretario General de la ONU: "El derecho internacional humanitario prohíbe que fuerzas armadas o grupos
armados utilicen una escuela mientras esta sea empleada por niños y maestros como centro educativo."
El Cuarto Convenio de Ginebra, aplicable durante conflictos armados internacionales, dispone que una potencia ocupante--es decir, aquella que ha establecido su control y autoridad en un territorio hostil--deberá con la colaboración de las autoridades nacionales y locales “facilitar el buen funcionamiento de los establecimientos dedicados a la asistencia y a la educación de los niños.”
El Protocol Adicional II, aplicable en situaciones de conflicto armado sin carácter internacional, reconoce como “garantía fundamental” que los niños reciban una educación conforme a los deseos de los padres.
El Pacto Roerich declara que "“Serán considerad[as] como neutrales, y, como tales, respetad[as] y protegid[as] por los beligerantes, ... las instituciones dedicadas a la... educación...Se acordará el mismo respeto y protección a... [las] instituciones educativas... en tiempos de paz como de guerra."

### Normas internacionales de derechos humanos
Las normas internacionales de derechos humanos garantizan a estudiantes, docentes, académicos y a todo el personal educativo el derecho a la vida, la libertad personal y la seguridad. Los Estados también deberán garantizar en la
máxima medida posible la supervivencia y el desarrollo de los niños.
Además, todas las personas tienen derecho a la educación. Con el objeto de lograr el pleno ejercicio de este derecho, los Estados deben asegurar que la enseñanza primaria sea obligatoria y asequible para todos gratuitamente; la enseñanza
secundaria debe ser generalizada y hacerse accesible a todos; y la enseñanza superior debe hacerse igualmente accesible a todos, sobre la base de la capacidad de cada uno. Se deben mejorar continuamente las condiciones materiales del cuerpo docente. Los Estados también deberán adoptar medidas para fomentar la asistencia regular de los niños a las escuelas y reducir las tasas de deserción escolar.
El Comité de Derechos Económicos, Sociales y Culturales de la ONU ha explicado las obligaciones que corresponden a los países en virtud del derecho a la educación reconocido en el Pacto Internacional de Derechos Económicos, Sociales y Culturales en los siguientes términos: “La admisión de medidas regresivas adoptadas en relación con el derecho a la educación... es objeto de grandes prevenciones. Si deliberadamente adopta alguna medida regresiva, el Estado Parte tiene la obligación de demostrar que fue implantada tras la consideración más cuidadosa de todas las alternativas y que
se justifica plenamente en relación con la totalidad de los derechos previstos en el Pacto y en el contexto del aprovechamiento pleno del máximo de los recursos de que se disponga el Estado Parte."

### Leyes domésticas
Algunos países han adoptado legislación prohibiendo o restringiendo el uso militar de escuelas y/o universidades. Además algunas fuerzas armadas nacionales y grupos armados han prohibido o regulado la práctica. Los tribunales domésticos también han llamado a fuerzas nacionales a desocupar escuelas.

#### Ejemplos de legislación
La Ley de Educación Superior de Argentina (1995): "La fuerza pública no puede ingresar en las instituciones universitarias nacionales si no media orden escrita previa y fundada de juez competente o solicitud expresa de la autoridad universitaria legítimamente constituida."
La Ley Orgánica de Educación Superior de Ecuador (2010): "Los recintos de las universidades y escuelas politécnicas son inviolables... Cuando se necesite elresguardo de la fuerza pública, elrepresentante legal de la institución solicitará la asistencia pertinente...Quienes violaren estos
recintos serán sancionados de conformidad con la Ley."
La Ley sobre Requisición y Adquisición de Bienes Inmuebles de India (1952): "“[N]ingún inmueble o parte de este... que se utilice exclusivamente... como escuela, ...o para alojar a personas vinculadas con la gestión de... dicha escuela, podrá ser objeto de requisición."
La Ley de Defensa de Irlanda (1954): "Ninguna disposición contenida en esta sección [sobre maniobras militares] autorizará... el ingreso o la interferencia (salvo en lo que respecta al uso de carreteras) en ninguna... escuela...[o] predio lindero con... escuelas..."
La Ley para el Establecimiento de Medidas más Rigurosas de Disuasión y Protección Especial contra el Abuso Infantil, la Explotación y la Discriminación de las Filipinas  (1992): "La infraestructura pública, incluidas las escuelas.... no será utilizada para fines militares como puestos de mando, cuarteles, destacamentos y depósitos de existencias...
La Ley sobre Acogida de Fuerzas Armadas de la Polonia (1995): "“Las siguientes clases de bienes inmuebles no podrán ser usados como cuarteles: inmuebles de instituciones de educación superior..."
El Código de la Protección del Niño de la República Centroafricana (2020): "Cualquier ... ocupación de escuelas ... está prohibida. Cualquiera que haya ... ocupado una escuela ... es castigado con prisión de diez (10) a veinte (20) años y / o multa de 5.000.000 a 20.000.000 de francos."

#### Ejemplos de doctrina y manuales militares
Colombia, Comandante General de las Fuerzas Militares, orden del 6 de julio de 2010: "Teniendo en cuenta que las normas del Derecho Internacional Humanitario, se considera una clara violación al Principio de Distinción y al Principio de Precaución en los ataques y por ende falta gravísima el hecho en el cual un comandante ocupe o permita la ocupación por parte de sus tropas, de... las instituciones públicas como planteles
educativos..."
Filipinas, Fuerzas Armadas de Filipinas, Directiva N.º 34, 24 de noviembre de 2009: "A fin de alcanzar este objetivo, todo el personal [de las Fuerzas Armadas de Filipinas] deberá cumplir y respetar rigurosamente las siguientes disposiciones: ...La infraestructura básica como escuelas, hospitales y centros de salud no se utilizará para fines militares como puestos de mando, cuarteles, destacamentos y depósitos de existencias."
Sudán del Sur, Orden del Vice Jefe de Estado Mayor para Orientación Moral, 16 de abril de 2012: "“Este acto de ocupación [de escuelas por parte de nuestro ejército] resulta denostable y constituye una violación de nuestro derecho. Asimismo, se priva a nuestros niños de la posibilidad de satisfacer la necesidad urgente de educación... Por tanto, ordenó que se evacuen en forma inmediata... las escuelas ocupadas por fuerzas bajo su mando
directo... De no evacuarse estas escuelas, se aplicarán severas medidas disciplinaras y el acto constituirá una grave
violación del derecho interno que traerá aparejadas consecuencias lamentables..."
Reino Unido, Joint Service Manual of the Law of Armed Conflict (2004): "“[E]s más correcto considerar que la ley también prohíbe: ...el uso de bienes culturales con fines que posiblemente los expongan a la posibilidad de destrucción o deterioro durante conflictos armados, a menos que no haya otras alternativas viables para tal uso... Los bienes culturales incluyen... instituciones destinadas a... educación..."

#### Ejemplos de jurisprudencia
Corte constitucional de Colombia, Yenys Osuna Montes v. El Alcalde de Zambrano Municipio: "“[E]l alcalde [debe impedir] que el centro educativo aloje a los miembros de la Fuerza Pública, o facilite sus instalaciones
para prácticas, entrenamientos o emplazamiento de armas, municiones y personal armado, todo lo cual aumentaría el
peligro para la comunidad estudiantil."
Suprema Corte de la India, Exploitation of Children in Orphanages in the State of Tamil Nadu v.Union of India: "[D]eberán adoptarse medidas para garantizar que los edificios de escuelas y albergues no sean ocupados por fuerzas
armadas o de seguridad en el futuro para ningún fin..."

#### Prácticas de grupos armados no estatales que intervienen en conflictos armados
Declaración firmada por el presidente de la Coalición de la Oposición Siria y el Comandante en Jefe del Consejo Militar Supremo, Ejército Sirio Libre,
30 de abril de 2014: "“[L]a ocupación [de escuelas] por parte de fuerzas militares representa una violación directa del derecho interno e internacional... El Ejército Sirio Libre apoya plenamente la desmilitarización de todas las escuelas... utilizadas para fines
militares. Estamos preparados para trabajar con la comunidad internacional a fin de asegurar la desmilitarización
inmediata y total de todas las escuelas… bajo nuestra jurisdicción. Para apoyar estos esfuerzos, el Ejército Sirio Libre
anuncia hoy su postura oficial de prohibir la militarización de las escuelas y... modificará su Proclamación de Principios
para reflejar dicha postura. Esta declaración se hará circular entre todos nuestros batallones y orientará las acciones de
nuestros miembros. Cualquier persona que se compruebe que ha violado los principios indicados en nuestra proclamación
deberá responder por su actuación, de conformidad con el derecho internacional"
Otra manera de ofrecer a los grupos armados no estatales un incentivo para respetar las normas internacionales que protegen a los niños en conflictos armados es el Acta de Compromiso para la Protección de los Niños de los Efectos de los Conflictos Armados de 2010, formulada por la organización no gubernamental Geneva Call. Dado que los grupos armados no estatales no tienen capacidad legal para firmar ni ratificar tratados internacionales, este documento brinda a los grupos armados la oportunidad de demostrar su compromiso con las normas internacionales que protegen a los niños durante los conflictos armados. El Acta de Compromiso contiene, entre otras, una disposición que insta a “[i]ntensificar los esfuerzos por brindar a los niños en zonas bajo nuestro control la asistencia y el cuidado que requieren... En atención a estos objetivos, y entre otras cosas: … evitaremos usar para fines militares escuelas o establecimientos que sean utilizados principalmente por niños”. Hasta marzo de 2015, 13 actores armados no estatales han firmado el Acta de Compromiso que protege a los niños en conflictos armados y han tomado medidas para hacer cumplir sus obligaciones, lo cual incluye grupos de Birmania, la India, Irán, Siria y Turquía.

## Directrices para prevenir el uso militar de escuelas y universidades durante conflictos armados
En noviembre de 2012, en el Castillo de Lucens en Lucens, Suiza, se celebró una conferencia de expertos de los ministerios de asuntos exteriores, defensa y educación; de fuerzas armadas; y de organizaciones no gubernamentales. El “Texto preliminar de las Directrices de Lucens para prevenir el uso militar de escuelas y universidades durante conflictos armados” fue el resultado de este proceso. 
La versión final de las Directrices para Prevenir el Uso Militar de Escuelas y Universidades durante Conflictos Armados se adoptó en diciembre de 2014, a través de un proceso impulsado por diversos Estados y encabezado por Noruega y Argentina. Las Directrices instan a las partes en conflictos armados -- tanto fuerzas armadas estatales como grupos armados no estatales -- a abstenerse de utilizar escuelas y universidades para cualquier fin en apoyo a la acción militar. Si bien las Directrices reconocen que algunos usos no serían contrarios al derecho de los conflictos armados, indican que todas las partes deben procurar no menoscabar la seguridad y posibilidad de educación de los estudiantes, empleando las Directrices a modo de orientación para una práctica responsable. Los Estados tienen la oportunidad de avalar públicamente las Directrices y comprometerse a implementarlas, como parte de una “Declaración sobre Escuelas Seguras” cuya versión final se abrió a la aprobación por parte de los países en una conferencia internacional celebrada en Oslo, Noruega, el 28 de mayo de 2015.